# Dios maya del maíz

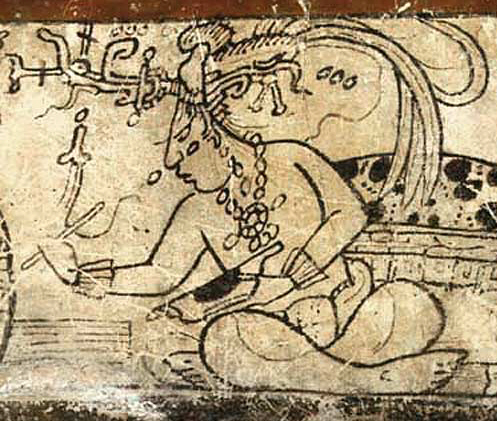
Dios maya del maíz personificado como escriba

El dios maya del maíz es una deidad mesoamericana. Como todos los pueblos mesoamericanos, los  mayas tradicionales reconocen en su alimento principal, el maíz, una fuerza vital con la que se identifican fuertemente. Esto resulta evidente en sus tradiciones mitológicas. Según el Popol Vuh, un relato del siglo XVI, los héroes gemelos tienen plantas de maíz como alter ego y el propio hombre se creó a partir del maíz. El descubrimiento y la apertura de la Montaña de Maíz, el lugar donde se escondían las semillas del maíz, es aún uno de los cuentos mayas más populares. En el período clásico (200-900 d. C.), el dios del maíz muestra aspectos de un héroe cultural.  
En la tradición oral maya, el maíz aparece personificado habitualmente como una mujer - como el arroz en el Sureste asiático, o el trigo en la Antigua Grecia y Roma. La adquisición de esta mujer a través del rapto de una novia constituye uno de los mitos mayas básicos. A diferencia de esto, la aristocracia maya prehispánica parece principalmente haber concebido al dios del maíz como masculino. El período clásico distinguió dos formas masculinas: un dios de maíz con hojas y otro tonsurado. El dios con hojas está presente en el llamado árbol de maíz (Templo de la Cruz Foliada, Palenque), sus mazorcas modeladas para formar la cabeza de la deidad. Una deidad del maíz masculina representando el modelo foliado y llamado dios E aparece en los tres libros mayas auténticos.
Mientras el dios del maíz foliado es un espíritu de vegetación unidimensional, el dios del maíz tonsurado cumple funciones mucho más diversas, incluso apareciendo en variadas escenas mitológicas. Dentro de un contexto ritual, el dios tonsurado suele llevar una camisa de jade en forma de red y un cinturón con una gran concha de Spondylus cubriéndole los lomos. En las estelas, es una reina más que un rey la que tiende a representar el dios del maíz tonsurado. La reina así aparece como una diosa del maíz, de acuerdo con las tradiciones narrativas mayas anteriormente mencionadas.